# 川崎 (ふじみ野市)
川崎（かわさき）は、埼玉県ふじみ野市の町名および大字。現行行政地名は川崎と川崎一丁目から川崎二丁目、および大字川崎。町丁は住居表示未実施区域。郵便番号は356-0001。

## 地理

### 河川
- 新河岸川

## 世帯数と人口
2022年（令和4年）8月1日現在の世帯数と人口は以下の通りである。
| 大字・町丁 | 世帯数  | 人口    |
| ---------- | ------- | ------- |
| 大字川崎   | 217世帯 | 485人   |
| 川崎一丁目 | 144世帯 | 309人   |
| 川崎二丁目 | 118世帯 | 279人   |
| 計         | 479世帯 | 1,073人 |

## 小・中学校の学区
市立小・中学校に通う場合、学区（校区）は以下の通りとなる。
| 大字・町丁 | 小学校                 | 中学校                 |
| ---------- | ---------------------- | ---------------------- |
| 全域       | ふじみ野市立元福小学校 | ふじみ野市立葦原中学校 |

## 交通

### 鉄道
町内に鉄道は敷設されていない。

### 道路
- 国道254号（富士見川越バイパス）
- 埼玉県道56号さいたまふじみ野所沢線
- 埼玉県道335号並木川崎線（市役所通り）
- 白山下遊歩道

## 施設
- ふじみ野市立葦原中学校
- 入間東部地区事務組合東消防署ふじみ野分署 - 旧入間東部地区消防組合上福岡消防署
- 川崎公園
- 川崎氷川神社
- 白山神社
- 阿弥陀堂
- 川崎遺跡古墳時代住居跡